# Карбен (Індіана)
Карбен (англ. Carbon) — місто (англ. town) в США, в окрузі Клей штату Індіана. Населення — 263 особи (2020).

## Географія
Карбен розташований за координатами 39°35′57″ пн. ш. 87°6′28″ зх. д. / 39.59917° пн. ш. 87.10778° зх. д. (39.599079, -87.107879).  За даними Бюро перепису населення США в 2010 році місто мало площу 0,41 км², уся площа — суходіл.

## Демографія
Згідно з переписом 2010 року, у місті мешкало 397 осіб у 138 домогосподарствах у складі 98 родин. Густота населення становила 963 особи/км².  Було 165 помешкань (400/км²).
Расовий склад населення:
| - 96,7 % — білих - 2,3 % — осіб інших рас |

До двох чи більше рас належало 1,0 %. Частка іспаномовних становила 3,0 % від усіх жителів.
За віковим діапазоном населення розподілялося таким чином: 30,7 % — особи молодші 18 років, 60,2 % — особи у віці 18—64 років, 9,1 % — особи у віці 65 років та старші. Медіана віку мешканця становила 35,6 року. На 100 осіб жіночої статі у місті припадало 102,6 чоловіків;  на 100 жінок у віці від 18 років та старших — 105,2 чоловіків також старших 18 років.
Середній дохід на одне домашнє господарство  становив 44 449 доларів США (медіана — 38 750), а середній дохід на одну сім'ю — 49 942 долари (медіана — 52 981). Медіана доходів становила 35 833 долари для чоловіків та 23 250 доларів для жінок. За межею бідності перебувало 24,3 % осіб, у тому числі 44,4 % дітей у віці до 18 років та 6,8 % осіб у віці 65 років та старших.
Цивільне працевлаштоване населення становило 194 особи. Основні галузі зайнятості: виробництво — 28,4 %, освіта, охорона здоров'я та соціальна допомога — 17,5 %, транспорт — 14,9 %, роздрібна торгівля — 14,4 %.